# Landbo
För delområdet i Helsingfors, se Landbo, Helsingfors stad.
Landbo eller landbonde var en bonde i Sverige under medeltiden och tidigmodern tid som brukade en gård som ägdes av annan. Det svenska begreppet motsvarades av fæstebonde i Danmark, leilending i Norge och leiguliði på Island samt leigulendingur eller festari på Färöarna. En landbo skiljde sig från den självägande bonden – odalmannen. 

## Förekomst

### Danmark
I Danmark var fæstebonden länge den dominerande bondeformen. Fæstebondeavtalet var ursprungligen upprättat på livstid, och det utvecklade sig till en verksamhet som gick i arv. Det danska systemet är känt från 1300-talet och avskaffades slutligen 1919. En fæstebonde nyttjade sin mark mot betalning av landgilde (svenskans 'landgille') och förutsattes genomföra en viss mängd hoverier ('dagsverken').

### Finland
Under senare delen av 1800-talet till 1919 ersattes benämningen med arrendator, ifall lägenheten fanns antecknad i jordregistret.

### Norge
I Norge kallades denna typ av jordbrukare leilending (leiglending på nynorska; även senare bygselmann). På 1100-talet kunde man först bli leilending i fjärde generation som fri man (det vill säga inte träl). Runt år 1300 ägdes i Norge 40 procent av jorden av kyrka och kloster, medan kungen och adeln ägde knappt 30 procent. Denna mark hyrdes (lejdes) ut till jordbrukarna som då blev kallade leilendinger. Även stormän (storbönder) utanför adelsståndet kunde äga och leja ut mark till leilendinger. Leilendingsavtal med kyrkan kunde gå i arv, men det fanns också ettårskontrakt.

### Sverige
En landbo kunde bruka mark som ägdes av andligt eller världsligt frälse, kronan eller andra bönder. Beroende på markägare benämndes en sådan person frälselandbo (med ett frälsehemman), kyrkolandbo (kyrkohemman), kronolandbo (kronohemman) och bondelandbo.
Landbosystemet uppkom troligen i Sverige under den äldre medeltiden, och det var på 1200-talet ekonomiskt viktigt för frälset. Relationen mellan landbon och jordägaren benämndes landbolega, och den hanterades efter sedvanerätt och överenskommelser mellan de båda parterna.
Landbor i Sverige var fria, i den mening att de inte var livegna och med detta system personligen underordnade jordägaren. För brukningsrätten av jorden betalade en landbo en årlig avgift, som benämndes avrad eller landgille. När landboavtalet tillträddes eller förnyades betalades dessutom en städja.
Landbolegan blev under främst 1800-talet successivt ersatt av det fria arrendeavtalet. Landbolegan kom via lagstiftningen helt ur bruk i Sverige år 1907.